# Hamblain-les-Prés
Hamblain-les-Prés est une commune française située dans le département du Pas-de-Calais, en région Hauts-de-France. Ses habitants sont appelés les Hamblinois.
La commune fait partie de la communauté de communes Osartis Marquion qui regroupe 49 communes et compte 42 651 habitants en 2021.

## Géographie

### Localisation
Localisée dans le sud-est du département du Pas-de-Calais, Hamblain-les-Prés est une commune située, à vol d'oiseau, à 6 km au sud-ouest de la commune de Brebières et à 12 km à l'est de la commune d’Arras (chef-lieu d'arrondissement et préfecture du Pas-de-Calais).
Le territoire de la commune est limitrophe de ceux de quatre communes.
Les communes limitrophes sont  Biache-Saint-Vaast, Boiry-Notre-Dame, Pelves et Sailly-en-Ostrevent.

### Géologie et relief
La superficie de la commune est de 4,87 km2 ; son altitude varie de 41  à   73 mètres.

### Hydrographie
Le territoire de la commune est situé dans le bassin Artois-Picardie.
La commune est traversée par plusieurs cours d’eau :
- le Trinquis, cours d’eau non navigable de 9,76 km, qui prend sa source dans la commune de Rœux et se jette dans la Sensée au niveau de la commune d’Étaing[5] ;

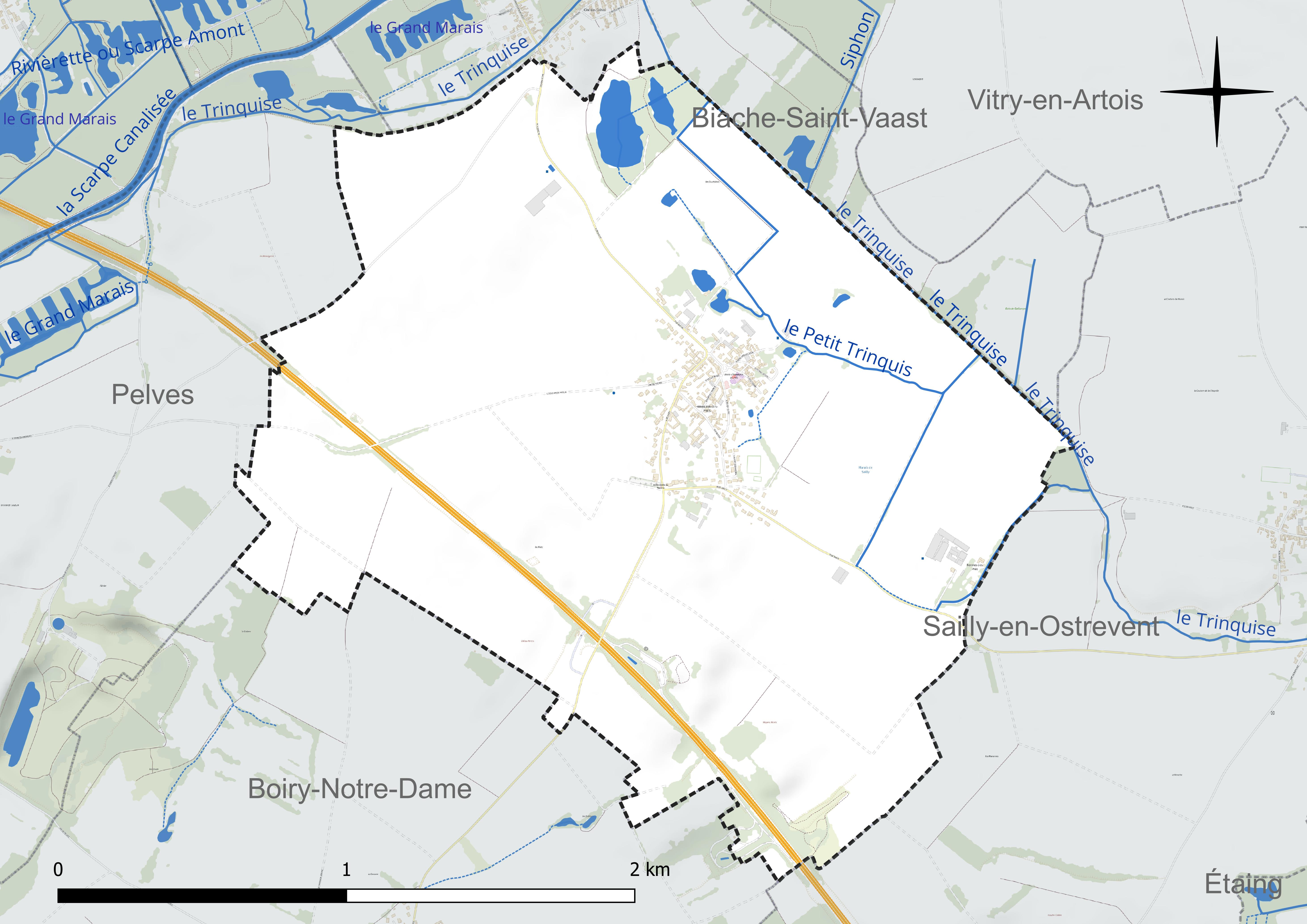
Réseau hydrographique d'Hamblain-les-Prés.

- le Siphon, canal, chenal non navigable de 7,13 km, qui prend sa source dans la commune de Fresnes-lès-Montauban et se jette dans le Trinquis au niveau de la commune[6] ;
- le ruisseau le petit trinquise, cours d’eau non navigable de 2,01 km, qui prend sa source dans la commune et se jette dans le Trinquis au niveau de la commune de Sailly-en-Ostrevent[7].

### Climat
Pour des articles plus généraux, voir Climat des Hauts-de-France et Climat du Pas-de-Calais.
En 2010, le climat de la commune est de type climat océanique dégradé des plaines du Centre et du Nord, selon une étude du CNRS s'appuyant sur une série de données couvrant la période 1971-2000. En 2020, Météo-France publie une typologie des climats de la France métropolitaine dans laquelle la commune est exposée à un climat océanique et est dans la région climatique Nord-est du bassin Parisien, caractérisée par un ensoleillement médiocre, une pluviométrie moyenne régulièrement répartie au cours de l’année et un hiver froid (3 °C).
Pour la période 1971-2000, la température annuelle moyenne est de 10,3 °C, avec une amplitude thermique annuelle de 14,9 °C. Le cumul annuel moyen de précipitations est de 704 mm, avec 12,6 jours de précipitations en janvier et 8,8 jours en juillet. Pour la période 1991-2020, la température moyenne annuelle observée sur la station météorologique la plus proche, située sur la commune de Wancourt à 8 km à vol d'oiseau, est de 10,8 °C et le cumul annuel moyen de précipitations est de 711,4 mm,. Pour l'avenir, les paramètres climatiques de la commune estimés pour 2050 selon différents scénarios d'émission de gaz à effet de serre sont consultables sur un site dédié publié par Météo-France en novembre 2022.

### Milieux naturels et biodiversité

#### Zone naturelle d'intérêt écologique, faunistique et floristique
L’inventaire des zones naturelles d'intérêt écologique, faunistique et floristique (ZNIEFF) a pour objectif de réaliser une couverture des zones les plus intéressantes sur le plan écologique, essentiellement dans la perspective d’améliorer la connaissance du patrimoine naturel national et de fournir aux différents décideurs un outil d’aide à la prise en compte de l’environnement dans l’aménagement du territoire.
Le territoire communal comprend une ZNIEFF de type 2 : la vallée de la Scarpe entre Arras et Vitry-en-Artois, d’une superficie de 1 632 ha et d'une altitude variant de 43  à   62 mètres. Sur ce site alluvial inondable plus ou moins tourbeux on y trouve des sites remarquables : le marais de Vitry en Artois, le marais du pont à Rœux et le secteur des anciennes tourbières de Plouvain et Biache-Saint-Vaast.

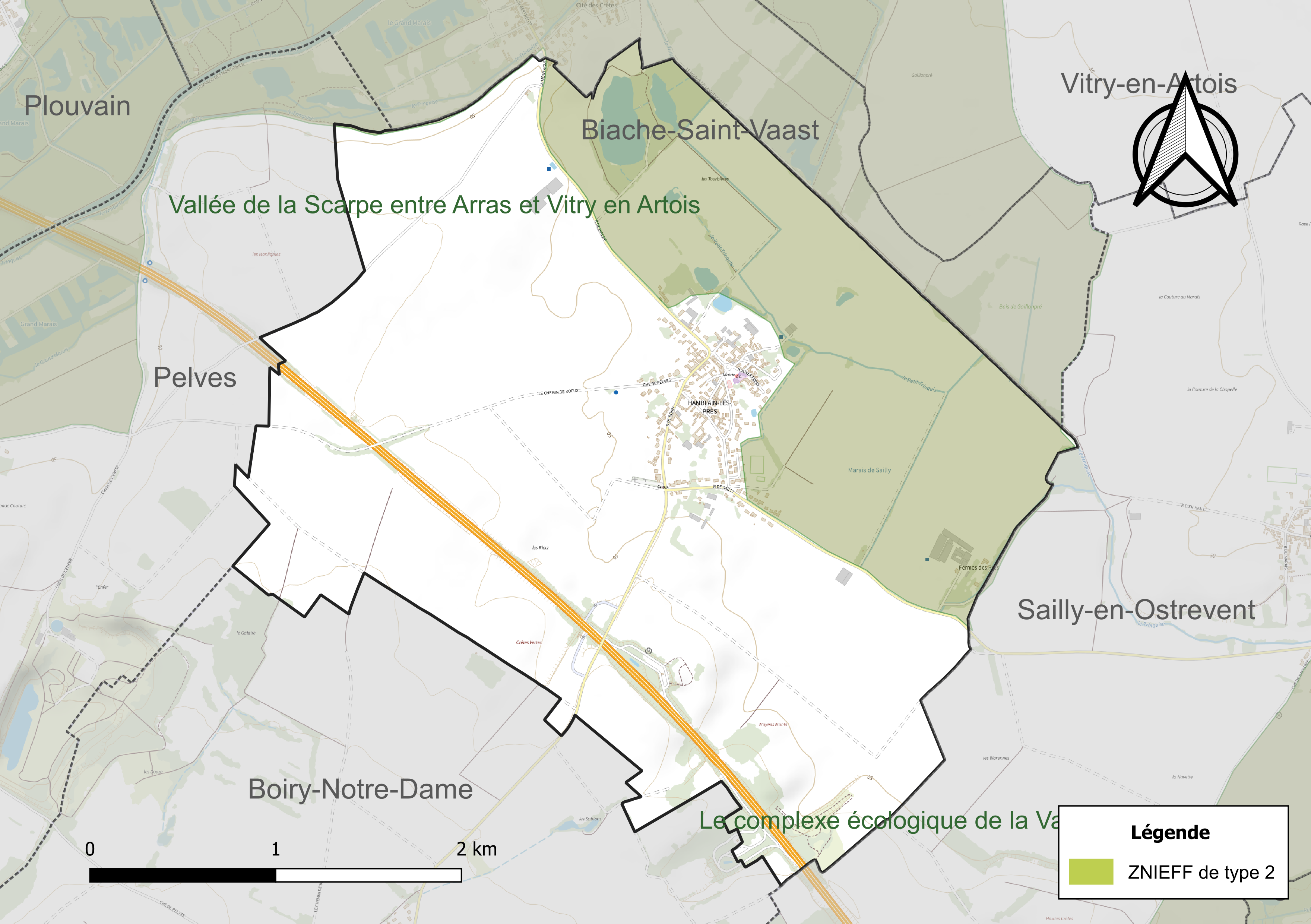
Carte de la ZNIEFF sur la commune.

#### Espèces faunistiques et floristiques
Le site de l’Inventaire national du patrimoine naturel (INPN) recense plusieurs espèces faunistiques et floristiques sur le territoire de la commune dont certaines sont protégées et d’autres menacées et quasi-menacées.

## Urbanisme

### Typologie
Au 1er janvier 2024, Hamblain-les-Prés est catégorisée ceinture urbaine, selon la nouvelle grille communale de densité à sept niveaux définie par l'Insee en 2022.
Elle est située hors unité urbaine et hors attraction des villes,.

### Occupation des sols
L'occupation des sols de la commune, telle qu'elle ressort de la base de données européenne d’occupation biophysique des sols Corine Land Cover (CLC), est marquée par l'importance des territoires agricoles (94 % en 2018), une proportion sensiblement équivalente à celle de 1990 (94,3 %). La répartition détaillée en 2018 est la suivante : 
terres arables (93,9 %), zones urbanisées (5,8 %), forêts (0,2 %), zones humides intérieures (0,1 %). L'évolution de l’occupation des sols de la commune et de ses infrastructures peut être observée sur les différentes représentations cartographiques du territoire : la carte de Cassini (XVIIIe siècle), la carte d'état-major (1820-1866) et les cartes ou photos aériennes de l'IGN pour la période actuelle (1950 à aujourd'hui).

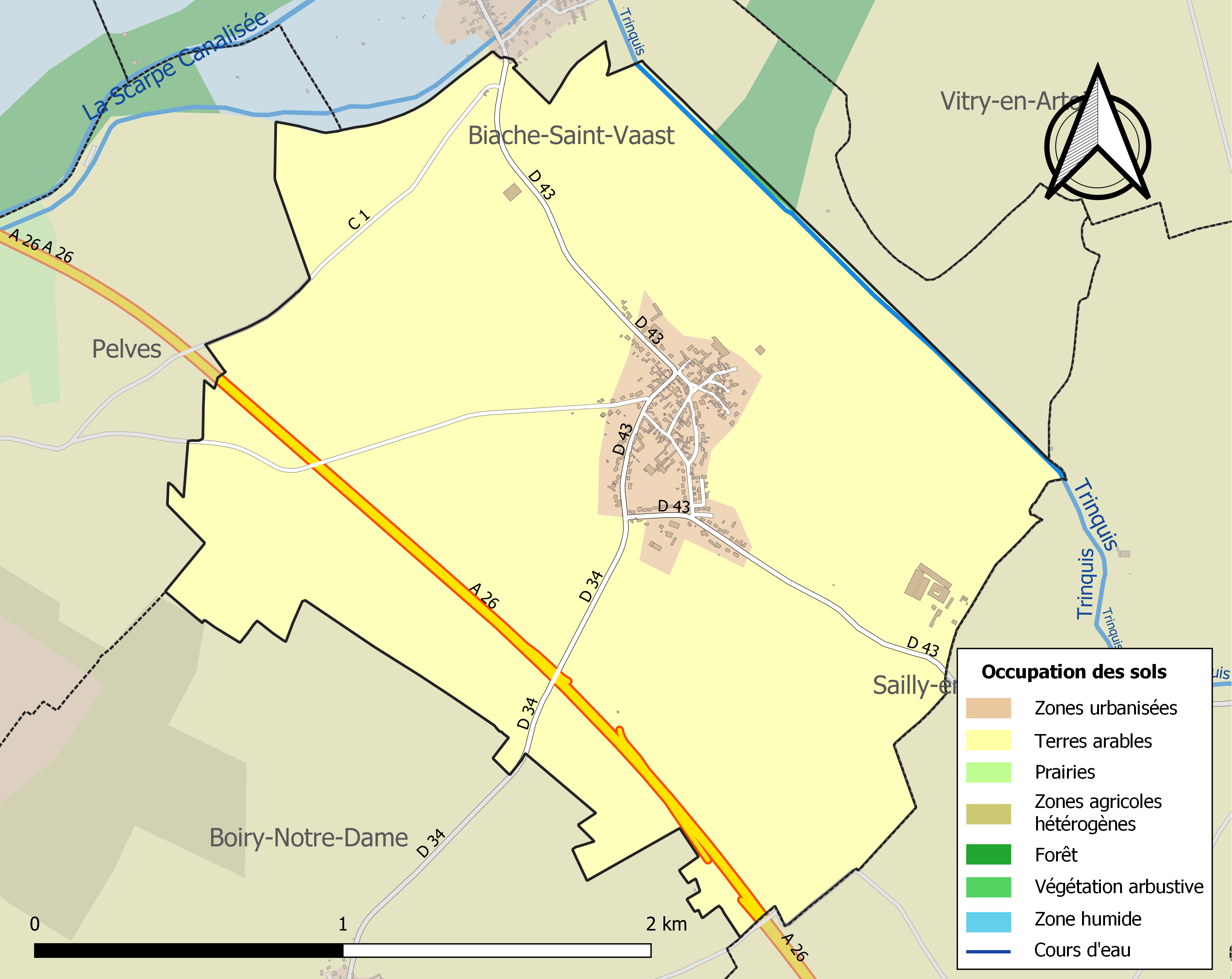
Carte des infrastructures et de l'occupation des sols de la commune en 2018 (CLC).

### Voies de communication et transports

#### Voies de communication
La commune est desservie par les routes départementales D 43 et D 34 et située à 6 km, au sud, de la sortie no 16 de l'autoroute A1 reliant Paris à Lille, son territoire est traversé par l'autoroute A26 reliant Calais à Troyes.

#### Transport ferroviaire
La commune se trouve à 19 km, à l’est, de la gare d'Arras, située sur la ligne de Paris-Nord à Lille, desservie par des TGV inOui et des trains régionaux du réseau TER Hauts-de-France.

## Toponymie
Le nom de la localité est attesté sous les formes Hamblain en 1098 ; Hambleng en 1098 ; Hamblen en 1102 ; Hamblaim en 1136 ; Hamblan en 1160 ; Hamblem en 1170 ; Hanblain en 1201 ; Hambliniacum, Hanblein en 1201 ; Hamblaign en 1219 ; Hamblaing en 1256 ; Hamblains au XIVe siècle ; Amblain en 1613 ; Amblen-les-Prés en 1697 ; Hamblain et le Pré en 1739 ; Hamblain-le-Pré en 1774; Amblain lez Pretz en 1793 ; Amblain et Hamblain-les-Prés depuis 1801.
La préposition « les » permet de signifier la proximité d'un lieu géographique par rapport à un autre lieu. La commune de Hamblain indique qu'elle se situe près des Prés, ancien fief, attesté sous les formes Pratum en 1241 (ch. d’Art., A. 8, n° 5 bis), La Prée au XVIe siècle (abb. de Saint-Vaast, H. 1621).

## Histoire
Avant la Révolution française, Hamblain est le siège d'une seigneurie.
Au XVIIe siècle, Charles de la Buissière, est écuyer, seigneur d'Hamblain. Sa fille Hélène a épousé Pierre Marchant, licencié ès-lois, seigneur de La Brayelle, bénéficiaire de lettres d'anoblissement données le 23 août 1620.

### Première Guerre mondiale
La commune est décorée de la Croix de guerre 1914-1918 par décret du 23 septembre 1920, distinction également attribuée à 276 autres communes du Pas-de-Calais.

## Politique et administration

### Découpage territorial
La commune se trouve dans l'arrondissement d'Arras du département du Pas-de-Calais, depuis 1801.

#### Commune et intercommunalités
La commune est membre de la communauté de communes Osartis Marquion.

#### Circonscriptions administratives
La commune est rattachée au canton de Brebières. Avant le redécoupage cantonal de 2014, elle était, depuis 1801, rattachée au canton de Vitry-en-Artois.

#### Circonscriptions électorales
Pour l'élection des députés, la commune fait partie de la première circonscription du Pas-de-Calais.

### Élections municipales et communautaires

#### Liste des maires
| Période                                  | Période                    | Identité              | Étiquette | Qualité                                           |
| ---------------------------------------- | -------------------------- | --------------------- | --------- | ------------------------------------------------- |
| Les données manquantes sont à compléter. |                            |                       |           |                                                   |
| mars 2001                                | mars 2008                  | Jean-Marie Courmont   |           |                                                   |
| mars 2008                                | 16 janvier 2013            | M. Claude Hecquet     |           | Secrétaire de mairie - instituteur Démissionnaire |
| janvier 2013                             | avril 2014                 | Sylvie Merlier        |           | Directrice d’école à Tortequesne                  |
| avril 2014                               | En cours (au 17 mars 2022) | Patrick Deregnaucourt | SE        | Agriculteur, Réélu pour le mandat 2020-2026,      |

## Équipements et services publics

### Enseignement
La commune est située dans l'académie de Lille et dépend, pour les vacances scolaires, de la zone B.
Elle administre une école primaire en regroupement pédagogique intercommunal (RPI 54).

### Justice, sécurité, secours et défense
La commune dépend du tribunal judiciaire d'Arras, du conseil de prud'hommes d'Arras, de la cour d'appel de Douai, du tribunal de commerce d'Arras, du tribunal administratif de Lille, de la cour administrative d'appel de Douai, du pôle nationalité du tribunal judiciaire d’Arras et du tribunal pour enfants d'Arras.

## Population et société

### Démographie
Les habitants de la commune sont appelés les Hamblinois.

#### Évolution démographique
L'évolution du nombre d'habitants est connue à travers les recensements de la population effectués dans la commune depuis 1793. Pour les communes de moins de 10 000 habitants, une enquête de recensement portant sur toute la population est réalisée tous les cinq ans, les populations de référence des années intermédiaires étant quant à elles estimées par interpolation ou extrapolation. Pour la commune, le premier recensement exhaustif entrant dans le cadre du nouveau dispositif a été réalisé en 2005.

En 2022, la commune comptait 458 habitants, en évolution de −9,13 % par rapport à 2016 (Pas-de-Calais : −0,72 %, France hors Mayotte : +2,11 %).
| 1793 | 1800 | 1806 | 1821 | 1831 | 1836 | 1841 | 1846 | 1851 |
| ---- | ---- | ---- | ---- | ---- | ---- | ---- | ---- | ---- |
| 402  | 431  | 456  | 512  | 546  | 524  | 490  | 477  | 466  |

| 1856 | 1861 | 1866 | 1872 | 1876 | 1881 | 1886 | 1891 | 1896 |
| ---- | ---- | ---- | ---- | ---- | ---- | ---- | ---- | ---- |
| 457  | 462  | 449  | 435  | 490  | 485  | 478  | 467  | 472  |

| 1901 | 1906 | 1911 | 1921 | 1926 | 1931 | 1936 | 1946 | 1954 |
| ---- | ---- | ---- | ---- | ---- | ---- | ---- | ---- | ---- |
| 479  | 451  | 443  | 254  | 348  | 328  | 342  | 330  | 345  |

| 1962 | 1968 | 1975 | 1982 | 1990 | 1999 | 2005 | 2006 | 2010 |
| ---- | ---- | ---- | ---- | ---- | ---- | ---- | ---- | ---- |
| 357  | 325  | 343  | 398  | 516  | 483  | 484  | 484  | 490  |

| 2015 | 2020 | 2022 | - | - | - | - | - | - |
| ---- | ---- | ---- | - | - | - | - | - | - |
| 505  | 470  | 458  | - | - | - | - | - | - |

#### Pyramide des âges
En 2018, le taux de personnes d'un âge inférieur à 30 ans s'élève à 33,8 %, soit en dessous de la moyenne départementale (36,7 %). À l'inverse, le taux de personnes d'âge supérieur à 60 ans est de 30,2 % la même année, alors qu'il est de 24,9 % au niveau départemental.
En 2018, la commune comptait 250 hommes pour 243 femmes, soit un taux de 50,71 % d'hommes, largement supérieur au taux départemental (48,50 %).
Les pyramides des âges de la commune et du département s'établissent comme suit.
| Hommes | Classe d’âge | Femmes |
| ------ | ------------ | ------ |
| 0,4    | 90 ou +      | 1,3    |
| 6,3    | 75-89 ans    | 5,6    |
| 22,7   | 60-74 ans    | 24,1   |
| 16,8   | 45-59 ans    | 16,8   |
| 20,6   | 30-44 ans    | 17,7   |
| 18,1   | 15-29 ans    | 15,1   |
| 15,1   | 0-14 ans     | 19,4   |

| Hommes | Classe d’âge | Femmes |
| ------ | ------------ | ------ |
| 0,5    | 90 ou +      | 1,6    |
| 5,6    | 75-89 ans    | 8,9    |
| 16,7   | 60-74 ans    | 18,1   |
| 20,2   | 45-59 ans    | 19,2   |
| 18,9   | 30-44 ans    | 18,1   |
| 18,2   | 15-29 ans    | 16,2   |
| 19,9   | 0-14 ans     | 17,9   |

## Culture locale et patrimoine

### Lieux et monuments
- L'église Saint-Michel, reconstruite après la Première Guerre mondiale[41]. Elle héberge 3 éléments patrimoniaux inscrits au titre d'objet des monuments historiques[42].
- Le monument aux morts[43].

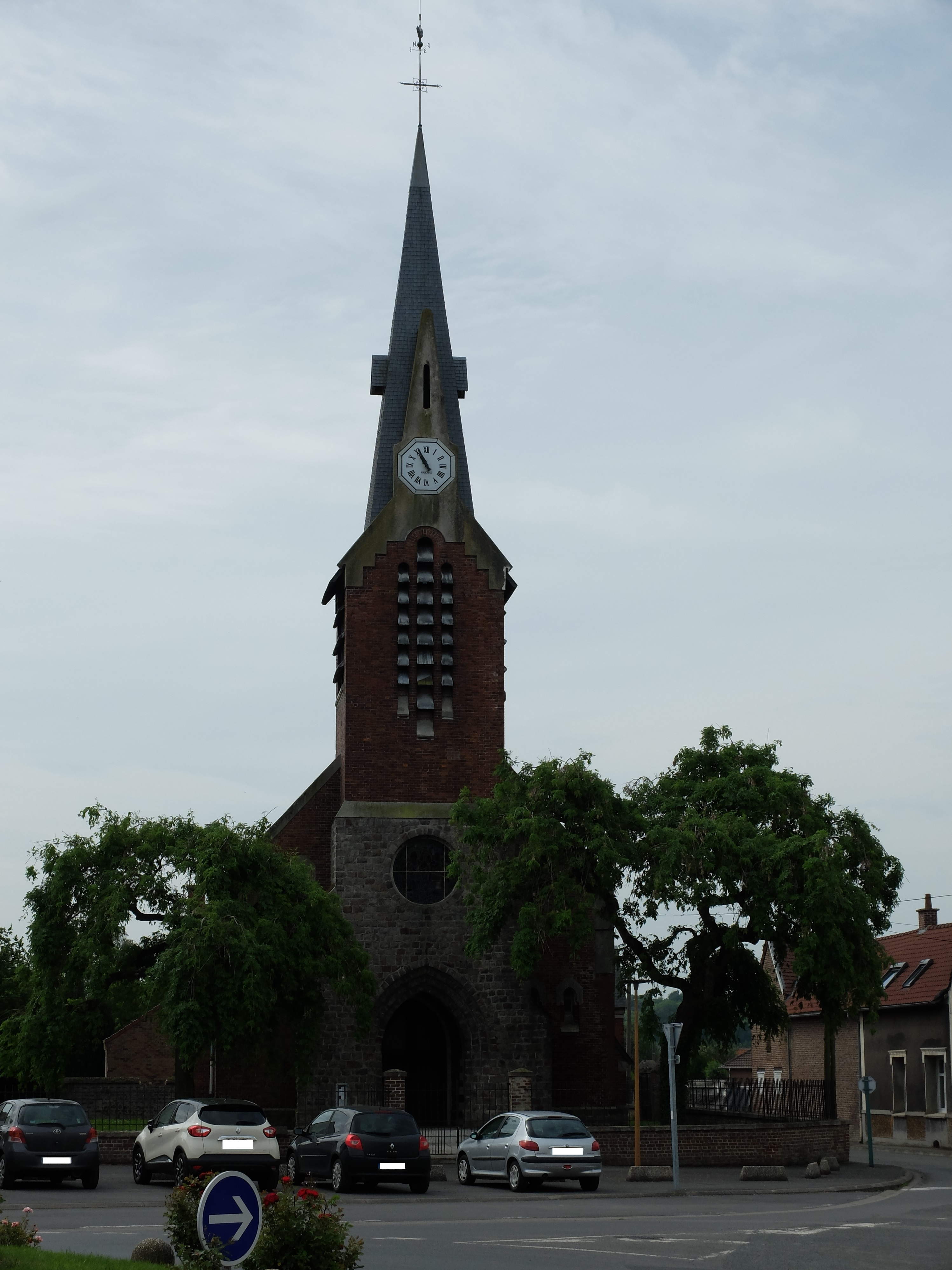
L'église.
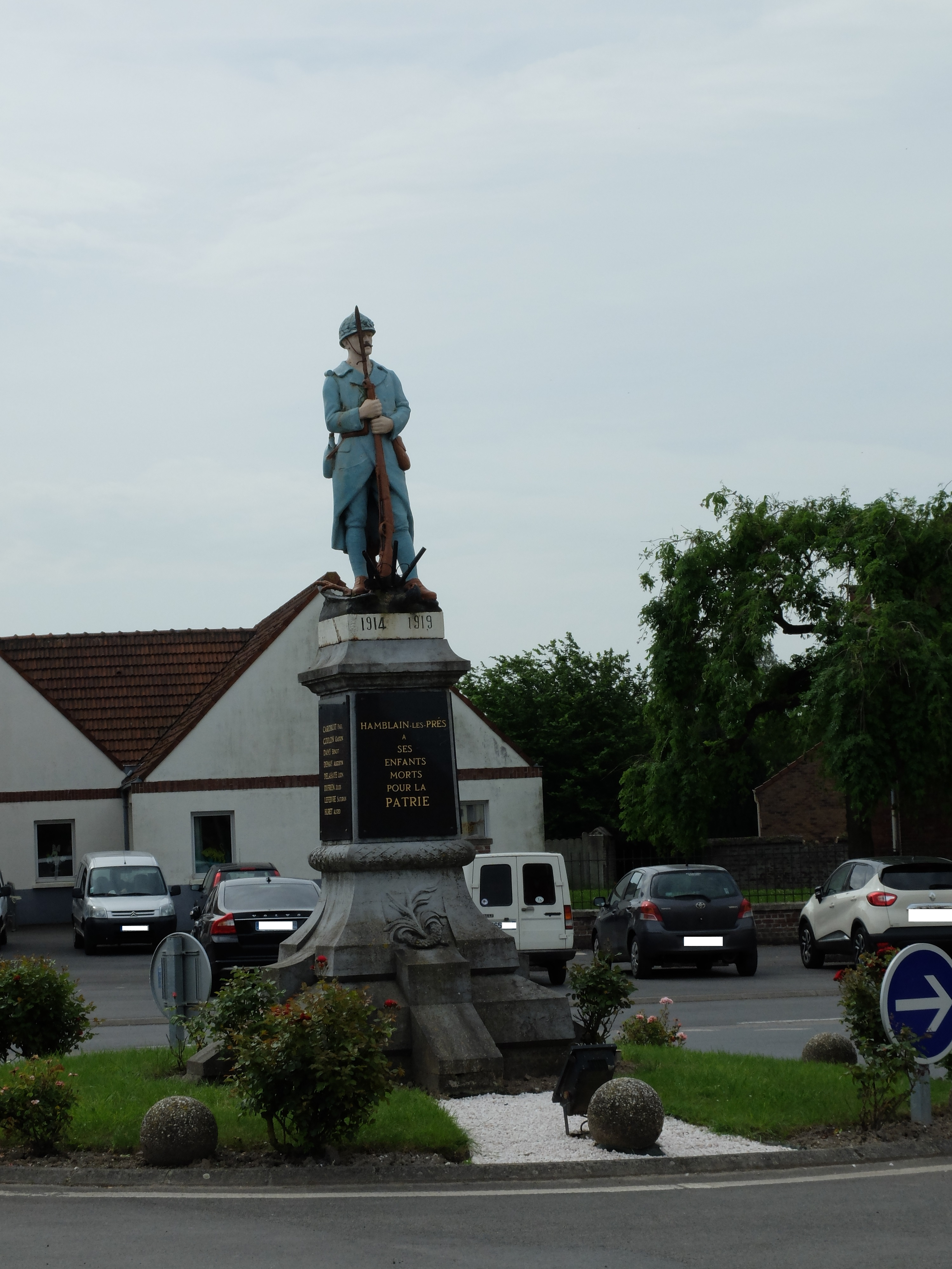
Le monument aux morts.

### Héraldique, logotype et devise
| Blason de Hamblain-les-Prés | Blason  | Coupé : au 1er de gueules à la croix ancrée d'or, au 2e d'argent au lion de gueules, armé, lampassé et couronné d'or. Ornements extérieursCroix de guerre 1914-1918 |
| Blason de Hamblain-les-Prés | Détails | Adopté par la municipalité. |

## Pour approfondir